# ステークホルダー
ステークホルダー（英: stakeholder）とは、企業や行政機関、NPO（非営利法人）等の利害と行動に直接・間接的な関係を有する者を指す。日本語では利害関係者（りがいかんけいしゃ）という。具体的には、消費者（顧客）、労働者、株主、専門家、債権者、仕入先、得意先、地域社会、行政機関、利益団体（業界団体・労働組合・当事者団体等）の構成員など。
ステークホルダーの概念は、1963年にアメリカ合衆国のSRIインターナショナルの内部のメモで初めて使われた。そこでは、ある組織にとってのステークホルダーを「そのグループからの支援がなければ、当該組織が存続し得ないようなグループ」と定義していた。この理論は後に1980年代になってから、R・エドワード・フリーマン（R. Edward Freeman）によって展開され、主唱されるようになった。以降、ビジネスの実践においても、また、経営戦略論、企業統治（コーポレート・ガバナンス）、事業目的、企業の社会的責任（CSR）の理論化においても、広く受け入れられるようになっている。

## 範囲
企業の利害関係者の範囲は考え方によって異なり、一定の定義が確立していないとも言えるが、一般的には以下が含まれる。
- 株主、投資家
- 債権者
- 顧客（消費者）
- 取引先
- 従業員（社員）
- 社会、地域社会
- 政府、行政、国民
- 利益団体（業界団体・労働組合等）[3]

### 株主資本主義とステークホルダー資本主義
株式会社の経営において、会社の所有者であり、株主総会における議決権を行使できる株主の利益が重視されがちであり、それが「株主資本主義」と呼ばれたり、株主利益偏重であると批判されたりすることがある。
株主もステークホルダーに含まれるが、株主以外の利害関係者も重視されるべきだとする考え方もあり、「ステークホルダー資本主義」「マルチステークホルダー資本主義」と呼ばれる。関西経済連合会は、マルチステークホルダー資本主義を、近江商人の商道徳を後世に標語化した「三方よし」に通じると位置付けている。